# Liste des évêques de Mohale's Hoek
Cette page présente la liste des évêques de Mohale's Hoek, au Lesotho. 
Le diocèse de Mohale's Hoek (en) (Dioecesis Mohaleshoekensis), est créé le 10 novembre 1977, par détachement de l'archidiocèse de Maseru.

## Sont évêques
- 10 novembre 1977-11 février 2014 : Sebastian Khoarai (Sebastian Koto Khoarai)
- depuis le 11 février 2014 : John Tlhomola (en) (John Joale Tlhomola)

## Sources
- Fiche du diocèse sur le site catholic-hierarchy.org